# Kongehuset i tre generationer
Kongehuset i tre generationer er en dansk dokumentarfilm i to dele fra 1955.

## Handling
Rulle 1:

Afsløring af rytterstatue af Christian 10. på Sankt Annæ Plads, indvielse af Storstrømsbroen, Kong Christians 10.'s regeringsjubilæum 1937, Kong Christian 10.'s 70 års fødselsdag 1940, Kong Frederik 9. og Dronning Ingrids første sommerophold i Sønderjylland, Gråsten, med alle prinsesserne, Kongeparrets statsbesøg i Norge, 1947, Kong Frederik 9.'s fødselsdag 1948, Rigsdagens åbning, De tusinde fanernes fest på Dybbøl, brudeoptog på Hjerl Hede med folk med nationaldragter, på Windsor Castle udnævnes Kong Frederik 9. til Hosebåndsridder, pigespejderlejren ved Roden, prinsesserne rider i Fredensborg.
Rulle 2:

Kongeparret besøge Grønland, det hollandske kongepar Dronning Juliana og prins Bernhard gæster Danmark, Etiopiens kejser aflægger besøg i Danmark, prinsesserne på ski i Norge, åbning af det danske hus i Paris, 4. maj-børnene på Amalienborg, udstilling H.55, Fagenes fest, fugleskydning, Sølyst 1955, afsløring af Kong Christian 9.'s buste, Middelfart.